# Sheelah
Sheelah, do 2009 jako Caracola – szwedzki zespół muzyczny.
W 2008 roku zespół wystąpił z utworem „Smiling in Love” podczas Melodifestivalen.

## Dyskografia

### Albumy studyjne
| Rok  | Dane dot. albumu                                                                           | Najwyższe pozycje na listach |
| Rok  | Dane dot. albumu                                                                           | SWE                          |
| ---- | ------------------------------------------------------------------------------------------ | ---------------------------- |
| 2006 | Caracola - Wydany: 7 stycznia 2006 - Wytwórnia: Plugged Records - Format: Digital download | 33                           |
| 2007 | Love Alive - Wydany: 2007 - Wytwórnia: BOR                                                 | 43                           |
| 2008 | This Is Caracola - Wydany: 2008 - Wytwórnia: Sony Music Entertainment                      | 24                           |

### Single
| 2006                         | „Överallt”         | 8 |
| 2006                         | „Sommarnatt”       | 3 |
| 2006                         | „Glömmer bort mig” | 5 |
| 2007                         | „Mango Nights”     | 4 |
| 2007                         | „My Baby Blue”     | – |
| 2008                         | „Smiling in Love”  | 7 |
| 2008                         | „Vamos, Vamos”     | – |
| 2011                         | „The Last Time”    | – |
| „–” singel nie był notowany. |                    |   |